# Results-Only Work Environment
Das Results-Only Work Environment (ROWE) ist eine Personalführungsstrategie, die seit 2003 von den Personalmanagerinnen Jody Thompson und Cali Ressler in den USA entwickelt wurde. Der Kern der Strategie besteht darin, Mitarbeiter nicht mehr für eine bestimmte Anzahl von Arbeitsstunden zu bezahlen, sondern ausschließlich für ein bestimmtes Arbeitsergebnis. In der Praxis bedeutet dies, dass ein Mitarbeiter seine Arbeit zu jeder beliebigen Zeit an jedem beliebigen Ort ausführen kann, solange das Arbeitsergebnis stimmt. (“In a ROWE, workers can work wherever, whenever, and however they choose to, as long as they achieve their results.”) Es gibt keinen Zwang, die Arbeitszeit im Büro zu verbringen, wenn eine Aufgabe auch an einem anderen Ort erledigt werden kann. Auch die Wahl der Arbeitsmethoden ist den Mitarbeitern freigestellt.

## Arbeitswissenschaftliche Einordnung
ROWE gehört zu den autonomen Arbeitsverfahren, die in den letzten Jahrzehnten zunehmend an Bedeutung gewonnen haben. Der Grund liegt in der gestiegenen Komplexität der Arbeit an vielen Industrie-, Dienstleistungs- und Verwaltungsarbeitsplätzen. Die „alte Arbeit“, die – insbesondere in den USA – von ungelernten oder angelernten Arbeitskräften unter Einsatz von standardisierten Arbeitsverfahren verrichtet wurde, nimmt aus zwei Gründen ab: Einfache Arbeiten werden a) in einer globalisierten Ökonomie in Niedriglohnländer ausgelagert und ergänzend b) durch systemische Rationalisierung (E-Business, Internet der Dinge, Industrie 4.0 usw.) ersetzt. „Moderne Arbeit“ erfordert höhere Qualifikationen, erweiterte Problemlösungsfähigkeiten und flexiblere, situationsangepasste Arbeitsmethoden.
Ein starres Zeitregime und strikte methodische Vorgaben werden demgegenüber von „modernen Mitarbeitern“ als Belastung empfunden, die die Arbeitszufriedenheit beeinträchtigt, die Fluktuationsrate erhöht und im Übrigen die Produktivität und Lebensqualität senkt.
Die Entwicklung zu flexibleren Arbeitsstrukturen ist nicht neu. Spätestens seit der Entwicklung der „Managementtechniken“ (Management by Delegation, Management by Objectives) in den 1960er Jahren sind mit ROWE vergleichbare Verfahren bekannt und in die Praxis umgesetzt worden. Auch das Aufkommen der Telearbeit in den 1980er Jahren kann als ein Vorläufer von ROWE betrachtet werden. Die ROWE-Vertreter sehen allerdings wesentliche Unterschiede ihres Ansatzes im Verhältnis zur Telearbeit: ROWE ist „radikaler“ als Telearbeit, da auf sämtliche Vorgaben zu Zeit, Ort und Arbeitsmethode verzichtet wird. Bei der Telearbeit ist der Arbeitsort in der Regel die private Wohnung und die Wahl der Arbeitsmethoden bewegt sich in einem vom Unternehmen vorgegebenen Spektrum. Die Mitarbeiter im ROWE-Modell haben eher den Status von Freiberuflern, während die Telearbeiter (jedenfalls in Deutschland) meist Arbeitnehmerstatus haben, und die Gestaltung der entsprechenden Arbeitsverhältnisse einer Reihe gesetzlicher Regelungen, z. B. zu Sozialversicherungsfragen, Arbeitssicherheit und Mindestlöhnen, unterliegt.
In den Arbeitswissenschaften in Deutschland ist der ROWE-Ansatz unter dem Begriff Arbeitszeitfreiheit aufgegriffen und diskutiert worden.

## Einsatzbeispiele
Das erste und zugleich bekannteste Beispiel stellt die von Thompson und Ressler seit 2005 betriebene Einführung der ROWE-Strategie in der amerikanischen Elektronikmarktkette Best Buy dar. Die später von ihnen gegründete Unternehmensberatung CultureRx vermarktete die Strategie bei einer Reihe weiterer Großunternehmen, u. a. beim zweitgrößten US-amerikanischen Einzelhändler Gap Inc. Weitere Unternehmen, die den ROWE-Ansatz einführten, sind J.A. Counter and Associates, die IT-Abteilung der Fairview Health Services u. a. Aber auch Non-Profit-Organisationen setzen ROWE ein, so z. B. die Girl Scouts of San Gorgino. Die Verbreitung des Ansatzes in der Praxis wurde vor allem durch eine werbewirksame Publikationsstrategie der Gründerinnen selbst sowie anderer bekannter amerikanischer Business-Autoren wie Dan Pink vorangetrieben.
Insgesamt wurde der ROWE-Ansatz in den USA in ca. 40 Unternehmen eingesetzt (Stand 2013). Im ROWE-Vorzeigeunternehmen Best Buy wurde ROWE allerdings im Februar 2013 vom Vorstandsvorsitzenden Hubert Joly – in einer Situation stagnierender Umsätze – wieder abgeschafft. Es erhebt sich die Frage, ob der notwendige Umbau eines Unternehmens in einer Krisensituation überhaupt mit dem ROWE-Ansatz bewältigt werden kann.
Außer in Großbritannien, wo es ein Zweigbüro von CultureRx gibt, sind in Europa keine Einsatzfälle von ROWE bekannt geworden. Das liegt u. a. an den strikteren europäischen Arbeitsschutzregeln, z. B. der EU-Richtlinie zur Arbeitszeitgestaltung.

## Mögliche positive und negative Effekte der ROWE-Strategie
Folgende Aspekte der Strategie werden positiv bewertet:
Aus der Sicht der Mitarbeiter:
- Die fehlenden festen Arbeitszeiten erhöhen die persönliche Flexibilität und Zeitsouveränität der Mitarbeiter.
- Die Vereinbarkeit von Beruf und Familie wird verbessert.
- Die Mitarbeiterzufriedenheit weist hohe Werte auf, die Fluktuation nimmt ab.
- Die Mitarbeiter können sich eigenverantwortlich auf die definierten Ziele (die Ergebnisse der Arbeit) konzentrieren.

Aus Sicht der Unternehmen:
- Die Produktivität der Arbeit steigt.
- Die Kosten für Fluktuation (Abfindungen, Qualifizierung neuer Mitarbeiter u. ä.) nehmen aufgrund sinkender Fluktuation ab.

Folgende Aspekte der Strategie werden als problematisch angesehen:
- Es ist unklar, für welche Mitarbeitergruppen die Methode geeignet ist. Berichte über ähnliche Versuche legen nahe, dass sie vor allem bei hoch qualifizierten Mitarbeiter funktioniert, z. B. in der High-Tech-Industrie (30 bis 50 % der Mitarbeiter bei IBM, AT&T und Sun Microsystems oder Google arbeiten nach ROWE-ähnlichen Prinzipien.) Demgegenüber sind z. B. klassische Produktionsarbeitsplätze wohl nicht geeignet, um das Prinzip der freien Wahl des Arbeitsortes zu realisieren.
- Die Messbarkeit des Arbeitsergebnisses ist in einer Vielzahl von Fällen nicht einfach möglich. Es besteht die Gefahr, dass lediglich oder überwiegend quantitativ erfassbare Elemente der Arbeitsergebnisse berücksichtigt werden. Dies ist für hochkomplexe Produkte einerseits und z. B. für die Ergebnisse sozialer Arbeit mit hoher Empathie andererseits eine problematische Reduktion.
- Die Kommunikation und Kooperation der Mitarbeiter untereinander ist schwieriger. Dies gilt insbesondere, weil die Teilnahme an und die Durchführung von Teambesprechungen im ROWE-Modell nicht mehr obligatorisch ist.
- Die zugestandene Freiheit in der eigenen (Arbeits-)Zeitplanung erfordert ein hohes Maß an intrinsischer Motivation und Selbstdisziplin der Mitarbeiter.

Aus der Sicht der Unternehmen:
- Die Mitarbeiterführung im ROWE-Modell kann schwierig sein; jedenfalls verlangt sie ein völlig neues Verständnis und eine weitgehend veränderte Praxis der Vorgesetzten. Das aus der Vorgesetztenrolle resultierende Selbstverständnis, die gewohnten Privilegien und das Bewusstsein von Macht werden obsolet.

Aus der Sicht der Mitarbeiter:
- Die klare Tauschrelation „Lohn gegen Arbeitszeit“ wird aufgelöst. Wenn auf Zeit bei der Entlohnung nicht mehr geachtet wird, kann eine Tendenz zu „unbezahlter“ Mehrarbeit entstehen. Und da es keine festen Arbeitszeiten mehr gibt, kann ein Mitarbeiter auch in seiner „Freizeit“ dienstlich kontaktiert werden. Diese jederzeitige Erreichbarkeit hebt die bisher klare Trennung zwischen Arbeit und Freizeit weitgehend auf.

Aus der Sicht des Arbeitsrechts:
- Das in ROWE praktizierte Grundprinzip, auf eine Regelung der Arbeitszeit völlig zu verzichten, gerät mit dem europäischen Arbeitsschutzrecht in Konflikt.[11]
- In Arbeitsverhältnissen nach dem ROWE-Modell gibt es kein Direktionsrecht des Arbeitgebers mehr. Es handelt sich eher um Werkvertragsverhältnisse. Fälschlicherweise wird diese Thematik (in Deutschland) gerne der Scheinselbstständigkeit zugeordnet, die aber in der Bewertung eine selbständige (nicht-Angestellte) Tätigkeit voraussetzen würde.